# Bellamya leopoldvillensis
Bellamya leopoldvillensis é uma espécie de gastrópode  da família Viviparidae.
É endémica de República Democrática do Congo.